# Calvin Galusha Coolidge
Calvin Galusha Coolidge (* 22. September 1815 in Plymouth Notch, Vermont; † 15. Dezember 1878 ebenda) war ein US-amerikanischer Farmer und Politiker (Republikanische Partei).

## Leben
Calvin Galusha Coolidge wurde am 22. September 1815 in Plymouth Notch, Vermont geboren. Seine Eltern waren Calvin Coolidge (1780–1853) und Sally Thompson Coolidge (1789–1856). Calvin Galusha Coolidge erbte die dortige Familienfarm und bewirtschaftete sie in dritter Generation. Außerdem war er Constable, Friedensrichter und Mitglied des Repräsentantenhauses von Vermont. 1844 heiratete er Sarah Almeda Brewer Coolidge (1823–1906) und hatte mit ihr zwei Söhne, John Calvin Coolidge (1845–1926) und Julius Caesar Coolidge (1851–1870). Calvin Galusha Coolidge starb am 15. Dezember 1878 im Alter von 63 Jahren in Plymouth Notch und wurde dort auch beerdigt. Sein Enkel Calvin Coolidge war der 30. US-Präsident.